# Ausdehnungskoeffizient
Der Ausdehnungskoeffizient CTE (englisch coefficient of thermal expansion) ist ein Kennwert, der das Verhalten eines Stoffes bezüglich Veränderungen seiner Abmessungen bei Temperaturveränderungen beschreibt – deswegen oft auch thermischer Ausdehnungskoeffizient genannt. Der hierfür verantwortliche Effekt ist die Wärmeausdehnung. Die Wärmeausdehnung ist abhängig vom verwendeten Stoff, es handelt sich also um eine stoffspezifische Materialkonstante. Da die Wärmeausdehnung bei vielen Stoffen nicht gleichmäßig über alle Temperaturbereiche erfolgt, ist auch der Wärmeausdehnungskoeffizient selbst temperaturabhängig und wird deshalb für eine bestimmte Bezugstemperatur oder einen bestimmten Temperaturbereich angegeben.
Unterschieden wird zwischen dem thermischen Längenausdehnungskoeffizienten α (auch linearer Wärmeausdehnungskoeffizient), dem thermischen Flächenausdehnungskoeffizienten β (auch flächiger oder quadratischer Ausdehnungskoeffizient) und dem thermischen Raumausdehnungskoeffizienten γ (auch räumlicher oder Volumen- oder kubischer Ausdehnungskoeffizient). Da im Allgemeinen die Ausdehnungskoeffizienten kleine Zahlenwerte darstellen, gilt für isotrope Werkstoffe:
{\displaystyle \beta =2\alpha }    und    {\displaystyle \gamma =3\alpha }.

## Längenausdehnungskoeffizient
Der Längenausdehnungskoeffizient {\displaystyle \alpha } eines Festkörpers mit der Länge {\displaystyle L} ist die Proportionalitätskonstante zwischen der Temperaturänderung {\displaystyle \mathrm {d} T} und der relativen Längenänderung {\displaystyle {\frac {\mathrm {d} L}{L}}}. Mit ihm wird demnach die relative Längenänderung bei einer Temperaturänderung beschrieben. Er ist eine stoffspezifische Größe, die die Einheit {\displaystyle \mathrm {K} ^{-1}} („pro Kelvin“ gesprochen) hat und über die folgende Gleichung definiert ist:
{\displaystyle \alpha L={\frac {\mathrm {d} L}{\mathrm {d} T}}}
Die temperaturabhängige Länge eines Stabes kann über die Lösung dieser Differentialgleichung berechnet werden, sie lautet:
{\displaystyle L(T)=L(T_{0})\cdot \exp \left(\int _{T_{0}}^{T}\alpha (T)\ \mathrm {d} T\right)}
Bei einem von der Temperatur unabhängigen Ausdehnungskoeffizienten {\displaystyle \alpha (T)=\alpha (T_{0})} wird daraus zusammen mit der ursprünglichen Länge {\displaystyle L_{0}=L(T_{0})} bei gleichmäßiger Erwärmung oder Abkühlung um die Temperaturdifferenz {\displaystyle \Delta T=T-T_{0}}:
{\displaystyle L=L_{0}\cdot \exp(\alpha \cdot \Delta T)}
Für die meisten Anwendungen ist es ausreichend, folgende Näherung zu verwenden, bei der die Exponentialfunktion durch die ersten beiden Glieder ihrer Taylorreihe angenähert wurde:
{\displaystyle L\approx L_{0}(1+\alpha \cdot \Delta T)}
Die Längenänderung {\displaystyle \Delta L=L-L_{0}} in linearer Näherung lautet somit:
{\displaystyle \Delta L\approx \alpha \cdot L_{0}\cdot \Delta T}
Bei anisotropen Festkörpern ist der Längenausdehnungskoeffizient ebenfalls richtungsabhängig.
Dies ist insbesondere bei der Verwendung von Tabellenwerten aus der Literatur zu beachten.

### Beispiele
Aluminium hat einen Wärmeausdehnungskoeffizient {\displaystyle \alpha =23{,}1\cdot 10^{-6}\,\mathrm {K} ^{-1}={\frac {23{,}1}{10^{6}\,\mathrm {K} }}}. Das bedeutet, dass sich ein 1000 Meter langes Aluminiumstück bei einer Temperaturerhöhung von 1 Kelvin um 23,1 mm ausdehnt.
Ein 8 Meter langes Aluminiumstück, das um 70 Kelvin erwärmt wird, dehnt sich um 13 mm aus, denn {\displaystyle \Delta L=\alpha \cdot L\cdot \Delta T=23{,}1\cdot 10^{-6}\,\mathrm {K} ^{-1}\cdot 8\,\mathrm {m} \cdot 70\,\mathrm {K} \approx 0{,}013\,\mathrm {m} \,.}
Letzteres Beispiel beschreibt z. B. acht seitlich aneinandergeschraubte Solarmodule mit Aluminiumrahmen und deren ungefähren maximalen Temperaturunterschied zwischen Sommer (sonnenbestrahltes Aluminium) und Winter (Lufttemperatur in der Nacht). Man erkennt daran, dass die Wärmeausdehnung bei der Konstruktion der Befestigungs- und Rahmenbauteile berücksichtigt werden muss, z. B. durch flexible oder verschiebbare Befestigungselemente.

## Raumausdehnungskoeffizient
Der Raumausdehnungskoeffizient {\displaystyle \gamma } hat wie der Längenausdehnungskoeffizient {\displaystyle \alpha } die Einheit {\displaystyle \mathrm {K} ^{-1}}. Er gibt das Verhältnis zwischen der relativen Volumenzunahme {\displaystyle {\frac {\Delta V}{V}}} und der Temperaturänderung {\displaystyle \Delta T} eines Körpers an. Mathematisch ist er definiert durch:
{\displaystyle \gamma ={\frac {1}{V}}\left({\frac {\partial V}{\partial T}}\right)_{p,N}}
wobei die den partiellen Ableitungen als Index nachgestellten Größen Druck {\displaystyle p} und Teilchenzahl {\displaystyle N} konstant zu halten sind. Die temperaturabhängige Lösung hierfür lautet analog zu oben:
{\displaystyle V(T)=V(T_{0})\cdot \exp \left(\int _{T_{0}}^{T}\gamma (T)\ \mathrm {d} T\right)}
Bei einem von der Temperatur unabhängigen Raumausdehnungskoeffizient {\displaystyle \gamma (T)=\gamma (T_{0})} ergibt sich zusammen mit {\displaystyle V(T_{0})=V_{0}}:
{\displaystyle V=V_{0}\cdot \exp(\gamma \cdot \Delta T)}
Ebenso wie für den Längenausdehnungskoeffizienten kann hier die Linearisierung als Näherung für kleine Temperaturänderungen benutzt werden:
{\displaystyle V\approx V_{0}(1+\gamma \cdot \Delta T)}
Ideales Gas:
Mit einer Maxwell-Relation ist es möglich, den Raumausdehnungskoeffizienten (auch als Volumenausdehnungskoeffizient bekannt) eines idealen Gases mit der Entropie {\displaystyle S} in Verbindung zu bringen:
{\displaystyle \gamma ={\frac {1}{V}}\left({\frac {\partial V}{\partial T}}\right)_{p,N}=-{\frac {1}{V}}\left({\frac {\partial S}{\partial p}}\right)_{T,N}}
Da die Masse {\displaystyle m=\rho (T)\cdot V(T)} wegen der Massenerhaltung temperaturunabhängig ist, ergibt sich der Raumausdehnungskoeffizient aus der Dichte {\displaystyle \rho (T)} in Abhängigkeit von der Temperatur:
{\displaystyle \gamma =-{\frac {1}{\rho }}\left({\frac {\partial \rho }{\partial T}}\right)_{p}}
Siehe dazu: Ideales Gasgesetz
Ist der Ausdehnungskoeffizient als Funktion der Temperatur bekannt, so ergibt sich die Dichte aus:
{\displaystyle \rho (T)=\rho (T_{0})\cdot \exp \left(-\int _{T_{0}}^{T}\gamma (T)\ \mathrm {d} T\right)}
Hierbei ist {\displaystyle T_{0}} eine beliebige Temperatur, z. B. {\displaystyle T_{0}=298{,}15\,\mathrm {K} =25\,^{\circ }{\text{C}}}, bei der die Dichte {\displaystyle \rho (T_{0})} bekannt ist.
Eduard Grüneisen hat gezeigt, dass der Quotient {\displaystyle \alpha /c_{p}} zwischen dem thermischen Ausdehnungskoeffizienten {\displaystyle \alpha } und der spezifischen Wärmekapazität {\displaystyle c_{p}} näherungsweise unabhängig von der Temperatur ist.
Im Allgemeinen ist der Wärmeausdehnungskoeffizient eine positive Größe. Wegen des Massenerhaltungssatzes geht daher bei den meisten Stoffen eine Temperaturerhöhung mit einer Verringerung der Dichte einher. Manche Stoffe, wie beispielsweise Wasser zwischen {\displaystyle 0} und {\displaystyle 4\,^{\circ }{\text{C}}}, zeigen jedoch in bestimmten Temperaturbereichen das als Dichteanomalie bezeichnete Verhalten, bei dem ein negativer Ausdehnungskoeffizient beobachtet wird. Außerdem gibt es Materialien, wie zum Beispiel einige Arten von Glaskeramik, deren Raumausdehnungskoeffizient verschwindend gering ist.
Der Wärmeausdehnungskoeffizient kann auf empirischem Wege durch Messungen ermittelt werden und gilt nur für den Stoff und für den Temperaturbereich, an dem beziehungsweise in dem die Messung erfolgte.

## Zusammenhang zwischen Längen- und Raumausdehnungskoeffizienten
Für isotrope Festkörper kann das Dreifache des Längenausdehnungskoeffizienten verwendet werden, um die Volumenausdehnung zu berechnen:
{\displaystyle \gamma =3\cdot \alpha }
Dies gilt aber nur näherungsweise für geringe Temperaturdifferenzen. Siehe dazu die folgenden Unterkapitel.
Die genannte (Grenzwert)formel {\displaystyle \gamma =3\cdot \alpha } für kleine Temperaturdifferenzen weist bei der Berechnung des Volumenausdehnungskoeffizienten von Aluminium einen relativen prozentualen Fehler von ca. −0,1 % auf, wenn die Temperaturdifferenz des Ausdehnungsversuches 50 K ist. Bei 200 K erreicht der relative Fehler des kubischen Ausdehnungskoeffizienten fast −0,5 %. Es wird jeweils ein etwas zu niedriger Wert des kubischen Ausdehnungskoeffizienten mit dieser Formel berechnet für große Temperaturdifferenzen.

### Herleitung der Temperatur(differenz)abhängigkeit
Aus der Ausdehnung eines Würfels lässt sich die Gleichung der Temperatur(differenz)abhängigkeit der Verknüpfung beider mittlerer Ausdehnungskoeffizienten, also des linearen und des kubischen, eines Ausdehnungsversuches herleiten:
- Die Anfangswerte des Versuches sind {\displaystyle l_{0}} (Anfangs-Kantenlänge) und {\displaystyle V_{0}} (Anfangs-Volumen).
- Die Endwerte nach der thermischen Ausdehnung sind: {\displaystyle l_{2}} und {\displaystyle V_{2}}.

Es gilt: {\displaystyle V_{0}={l_{0}}^{3}} und {\displaystyle V_{2}={l_{2}}^{3}}.
Für die Längenänderung durch thermische Ausdehnung gilt:
{\displaystyle \Delta {l}=l_{2}-l_{0}=\Delta {T}\cdot l_{0}\cdot {\bar {\alpha }}}.
Das Volumen des Würfels nach der Ausdehnung, {\displaystyle V_{2}}, ergibt sich zu:
{\displaystyle V_{2}=(l_{0}+\Delta {l})^{3}}.
Nach Ausmultiplizieren des kubischen Binoms folgt somit:
{\displaystyle V_{2}={l_{0}}^{3}+(\Delta {l})^{3}+3\cdot {l_{0}}^{2}\cdot \Delta {l}+3\cdot l_{0}\cdot (\Delta {l})^{2}}.
Durch Subtrahieren des Anfangsvolumens {\displaystyle V_{0}={l_{0}}^{3}} folgt daraus die aus der thermischen Ausdehnung resultierende Volumenänderung des Würfels:
{\displaystyle \Delta {V}=[V_{2}]-V_{0}=[{l_{0}}^{3}+(\Delta {l})^{3}+3\cdot {l_{0}}^{2}\cdot \Delta {l}+3\cdot l_{0}\cdot (\Delta {l})^{2}]-{l_{0}}^{3}} und damit:
{\displaystyle \Delta {V}=(\Delta {l})^{3}+3\cdot {l_{0}}^{2}\cdot \Delta {l}+3\cdot l_{0}\cdot (\Delta {l})^{2}}.
Nun wird in der Definitionsgleichung des kubischen Ausdehnungskoeffizienten das Differenzvolumen {\displaystyle \Delta {V}} substituiert (ausgetauscht) durch diese Gleichung:
{\displaystyle {\bar {\gamma }}={\frac {\Delta {V}}{V_{0}\cdot \Delta {T}}}={\frac {(\Delta {l})^{3}+3\cdot {l_{0}}^{2}\cdot \Delta {l}+3\cdot l_{0}\cdot (\Delta {l})^{2}}{V_{0}\cdot \Delta {T}}}}.
Es folgt durch Substituieren von {\displaystyle V_{0}={l_{0}}^{3}} und {\displaystyle \Delta {l}=\Delta {T}\cdot l_{0}\cdot {\bar {\alpha }}}:
{\displaystyle {\bar {\gamma }}={\frac {(\Delta {T}\cdot l_{0}\cdot {\bar {\alpha }})^{3}+3\cdot {l_{0}}^{2}\cdot (\Delta {T}\cdot l_{0}\cdot {\bar {\alpha }})+3\cdot l_{0}\cdot (\Delta {T}\cdot l_{0}\cdot {\bar {\alpha }})^{2}}{{l_{0}}^{3}\cdot \Delta {T}}}}.
Kürzen von {\displaystyle {l_{0}}^{3}} unter und über dem Bruchstrich sowie Kürzen von {\displaystyle \Delta {T}} führt letztlich zu folgender Gleichung, die die Abhängigkeit beider Ausdehnungskoeffizienten bei einem Ausdehnungsversuch mit realen (endlichen) nichtdifferentiellen Temperaturdifferenzen {\displaystyle \Delta {T}} beschreibt:
{\displaystyle {\bar {\gamma }}=(\Delta {T})^{2}\cdot ({\bar {\alpha }})^{3}+3\cdot \Delta {T}\cdot ({\bar {\alpha }})^{2}+3\cdot {\bar {\alpha }}}.
Als Grenzwert zeigt diese Gleichung die bekannte Gleichung {\displaystyle \gamma =3\cdot \alpha } für den Fall, dass die Temperaturdifferenz gegen Null geht.
Hinweis: durch das Kürzen der Temperaturdifferenz (unter dem Bruchstrich) reduzierte sich der Exponent (Hochzahl) der Temperaturdifferenzen (über dem Bruchstrich) in dieser Gleichung jeweils um den Wert 1 und ist damit immer kleiner als der des mittleren linearen Ausdehnungskoeffizienten {\displaystyle {\bar {\alpha }}}.
Für „reale“ Temperaturdifferenzen (bis zu mehreren Tausend Kelvin) ist der linke additive Term in der genannten Gleichung nicht praktisch relevant, da der lineare Ausdehnungskoeffizient {\displaystyle \alpha } als Kubikzahl (dritte Potenz) praktisch keinen relevanten Zuwachs zum kubischen Ausdehnungskoeffizienten {\displaystyle \gamma } leistet.

#### Sonderfall differentieller Temperaturdifferenzen des Ausdehnungsversuches
Für isotrope Festkörper gilt, dass sich die Längenänderung in allen drei Raumrichtungen gleich verhält. Das Volumen eines Quaders ist gegeben durch das Produkt seiner Kantenlängen {\displaystyle V=L_{1}\cdot L_{2}\cdot L_{3}}. Das vollständige Differential des Volumens lautet dann:
{\displaystyle \mathrm {d} V=L_{1}L_{2}\,\mathrm {d} L_{3}+L_{1}L_{3}\,\mathrm {d} L_{2}+L_{2}L_{3}\,\mathrm {d} L_{1}}
Eingesetzt in die Definition des Raumausdehnungskoeffizienten ergibt sich:
{\displaystyle \gamma ={\frac {1}{V}}{\frac {\mathrm {d} V}{\mathrm {d} T}}={\frac {1}{L_{3}}}{\frac {\mathrm {d} L_{3}}{\mathrm {d} T}}+{\frac {1}{L_{2}}}{\frac {\mathrm {d} L_{2}}{\mathrm {d} T}}+{\frac {1}{L_{1}}}{\frac {\mathrm {d} L_{1}}{\mathrm {d} T}}}
Aufgrund der vorausgesetzten Isotropie sind die drei Terme auf der rechten Seite jeweils gleich dem Längenausdehnungskoeffizienten, es gilt also:
{\displaystyle \gamma =3\cdot \alpha }
Für isotrope Festkörper kann also das Dreifache des Längenausdehnungskoeffizienten verwendet werden, um die Volumenausdehnung zu berechnen, wenn die Temperaturdifferenzen gering sind.

### Bestimmung aus realen Temperatur-, Volumen- oder Dichtedifferenzen
Praktisch ist es nicht einfach, den Ausdehnungskoeffizient mit kleinen Temperaturdifferenzen zu bestimmen. Man wendet größere Differenzen an. Andernfalls gerät man schnell an die Grenzen der Messtechnik/Messgenauigkeit.
Aus den Definitionsgleichungen für Längenausdehnungskoeffizienten und Volumenausdehnungskoeffizienten folgen die zwei Grundgleichungen der Ausdehnung:
{\displaystyle l_{2}=l_{0}(1+{\bar {\alpha }}(T_{2}-T_{0}))} und
{\displaystyle V_{2}=V_{0}(1+{\bar {\gamma }}(T_{2}-T_{0}))} .
Für alle Feststoffe und Flüssigkeiten, die keine Dichteanomalie aufweisen, gilt daher:
{\displaystyle V_{2}>V_{0}} und {\displaystyle l_{2}>l_{0}} für {\displaystyle T_{2}>T_{0}}.
Die Ausdehnungskoeffizienten sind hier Mittelwerte für den Temperaturbereich von Anfangstemperatur {\displaystyle T_{0}} bis Endtemperatur {\displaystyle T_{2}} des Versuchs.
Nun kann man die Definitionsgleichung des Würfelvolumens {\displaystyle V_{0}=(l_{0})^{3}} bzw. {\displaystyle V_{2}=(l_{2})^{3}} als Volumen oder als Kantenlänge ({\displaystyle l_{0}={\sqrt[{3}]{V_{0}}}} oder {\displaystyle l_{2}={\sqrt[{3}]{V_{2}}}}) in eine der beiden Gleichungen einführen.
Danach setzt man das Endvolumen {\displaystyle V_{2}} oder die Endlänge {\displaystyle l_{2}} beider Gleichungen einander gleich. Durch Teilen durch Anfangsvolumen {\displaystyle V_{0}} oder Anfangslänge {\displaystyle l_{0}} entstehen die Quotienten von Länge und Volumen. Die Dichten sind umgekehrt proportional zu den Volumina; spezifische Volumina sind direkt proportional zu den Volumina. Dies führt auf folgende Relation zwischen Längen {\displaystyle l}, Volumina {\displaystyle V}, spezifischen Volumina {\displaystyle v} und Dichten {\displaystyle \rho } bei realen (nicht-differenziellen) Temperaturdifferenzen eines Ausdehnungsversuches:
{\displaystyle \left({\frac {l_{2}}{l_{0}}}\right)^{3}={\frac {V_{2}}{V_{0}}}={\frac {v_{2}}{v_{0}}}={\frac {\rho _{0}}{\rho _{2}}}=1+{\bar {\gamma }}(T_{2}-T_{0})=(1+{\bar {\alpha }}(T_{2}-T_{0}))^{3}}
Wie man sieht sind mittlerer Längenausdehnungskoeffizient und mittlerer Volumenausdehnungskoeffizient für endliche Temperaturdifferenzen nur ineinander (exakt) umrechenbar, wenn die Temperaturdifferenz bekannt ist:
{\displaystyle {\bar {\alpha }}={\frac {{\sqrt[{3}]{(1+{\bar {\gamma }}(T_{2}-T_{0}))}}-1}{(T_{2}-T_{0})}}} und
{\displaystyle {\bar {\gamma }}={\frac {(1+{\bar {\alpha }}(T_{2}-T_{0}))^{3}-1}{(T_{2}-T_{0})}}}.
Ist die Temperaturdifferenz des Versuches genau 1 K, vereinfachen sich die vorstehenden drei Gleichungen erheblich.

### Alternative Definitionsgleichungen für reale Temperaturdifferenzen
für {\displaystyle T_{2}>T_{0}} und {\displaystyle \Delta {T}=T_{2}-T_{0}} (analog auch für Längen und Volumen) gilt:
{\displaystyle \alpha _{\text{mittl.}}={\bar {\alpha }}={\frac {\Delta {l}}{l_{0}\cdot \Delta {T}}}={\frac {({\frac {l_{2}}{l_{0}}})-1}{\Delta {T}}}={\frac {{\sqrt[{3}]{({\frac {V_{2}}{V_{0}}})}}-1}{\Delta {T}}}={\frac {{\sqrt[{3}]{({\frac {v_{2}}{v_{0}}})}}-1}{\Delta {T}}}={\frac {{\sqrt[{3}]{({\frac {\rho _{0}}{\rho _{2}}})}}-1}{\Delta {T}}}}
{\displaystyle \gamma _{\text{mittl.}}={\bar {\gamma }}={\frac {\Delta {V}}{V_{0}\cdot \Delta {T}}}={\frac {({\frac {l_{2}}{l_{0}}})^{3}-1}{\Delta {T}}}={\frac {({\frac {V_{2}}{V_{0}}})-1}{\Delta {T}}}={\frac {({\frac {v_{2}}{v_{0}}})-1}{\Delta {T}}}={\frac {({\frac {\rho _{0}}{\rho _{2}}})-1}{\Delta {T}}}}
Die Dichtequotienten sind den Volumenquotienten jeweils indirekt proportional.

## Zahlenwerte von Ausdehnungskoeffizienten

### Feststoffe
Für Feststoffe werden in der Regel Längenausdehnungskoeffizienten verwendet. Da viele Materialien isotrop sind, können diese, wie oben beschrieben, auch zur Beschreibung der Volumenausdehnung verwendet werden. Für anisotrope Stoffe gelten verschiedene Ausdehnungskoeffizienten für die unterschiedlichen Raumrichtungen. Starke Anisotropie zeigen einige Verbundwerkstoffe, wie das Naturprodukt Holz: Die Ausdehnung quer zur Faser ist etwa zehnmal größer als längs der Faser.
Ebenfalls stark anisotrop ist das Verhalten von Kohlenstofffasern, welche in Faserrichtung sogar einen leicht negativen Ausdehnungskoeffizienten aufweisen. Mittels CFK ergibt sich damit die Möglichkeit, Bauteile herzustellen, die in gewünschten Vorzugsrichtungen bei Temperaturänderungen keine oder nur minimale Größenänderungen aufweisen.
Die Legierung Invar wurde speziell entwickelt, um einen kleinen Ausdehnungskoeffizienten zu erhalten. Durch kleine Abweichungen der Zusammensetzung schwankt der Ausdehnungskoeffizient für diesen Stoff relativ stark.
Kunststoffe (Polymere) sind von der Struktur und den Eigenschaften sehr vielfältig und bestehen meist aus einem Gemisch verschiedener reiner Stoffe. Der Ausdehnungskoeffizient schwankt entsprechend mit der tatsächlichen Zusammensetzung, ist aber in der Regel deutlich höher als für Metalle, das heißt größer als 50 · 10−6 K−1. Unterhalb ihres Glasübergangs haben Polymere, bzw. allgemein amorphe Feststoffe, in der Regel einen deutlich kleineren Ausdehnungskoeffizienten als oberhalb.

#### Reinmetalle (Elemente)
| Bezeichnung | α in 10−6 K−1 |
| ----------- | ------------- |
| Aluminium   | 023,1         |
| Blei        | 028,9         |
| Eisen       | 011,8         |
| Nickel      | 013,0         |
| Gold        | 014,2         |
| Iridium     | 07            |
| Kupfer      | 016,5         |
| Lithium     | 058           |
| Magnesium   | 024,8         |
| Natrium     | 07,1          |
| Platin      | 08,8          |
| Silber      | 018,9         |
| Tantal      | 06,6          |
| Titan       | 08,6          |
| Wolfram     | 04,5          |
| Zink        | 030,2         |
| Zinn        | 022,0         |

Das „Tabellenbuch Chemie“ (Autorenkollektiv Kaltofen, DDR, dicke Version), siehe Literaturempfehlung, nennt für viele weitere Metalle die Ausdehnungskoeffizienten.

#### Nichtmetalle und Halbmetalle (Elemente)
| Bezeichnung          | α in 10−6 K−1 |
| -------------------- | ------------- |
| Diamant              | 01,18         |
| Germanium            | 05,8          |
| Graphit              | 01,9 bis 2,9  |
| weißer Phosphor      | 0125          |
| rhombischer Schwefel | 074           |
| Silizium             | 02,6          |

#### Metalllegierungen
| Bezeichnung                                            | α in 10−6 K−1  |
| ------------------------------------------------------ | -------------- |
| Aluminiumbronze                                        | 015 bis 16     |
| Bronze                                                 | 017,5          |
| „Indilatans Extra“ (Krupp) (36Ni,XX) bei 12 bis 100 °C | 0−0,04         |
| Invar                                                  | 00,55 bis 1,2  |
| Konstantan (bei −191 bis 16 °C)                        | 012,22         |
| Messing                                                | 018,4 bis 19,3 |
| Platin-Iridium                                         | 08,9           |
| Stahl                                                  | 011 bis 13     |

#### Baustoffe
| Bezeichnung               | α in 10−6 K−1 |
| ------------------------- | ------------- |
| Beton                     | 012           |
| Holz (Eiche)              | 08            |
| Klinker (Hartbrandziegel) | 02,8 bis 4,8  |
| Ziegelstein               | 05            |

#### Kunststoffe
| Bezeichnung                             | α in 10−6 K−1 |
| --------------------------------------- | ------------- |
| Weichgummi                              | 017 bis 28    |
| Hartgummi                               | 080           |
| Polyamid (PA)                           | 060 bis 150   |
| Polycarbonat (PC)                       | 060 bis 70    |
| Polyethylen (HD-PE)                     | 0150 bis 200  |
| Polypropylen (PP)                       | 0100 bis 200  |
| Polyoxymethylen (POM)                   | 070 bis 130   |
| Polytetrafluorethylen (PTFE)            | 0100 bis 160  |
| Polyvinylchlorid (Hart-PVC)             | 070 bis 100   |
| Polymethylmethacrylat (PMMA, Plexiglas) | 075 bis 80    |

#### Glas und Keramik
| Bezeichnung                                                       | α in 10−6 K−1 |
| ----------------------------------------------------------------- | ------------- |
| Borosilikatglas                                                   | 03,3          |
| Deutsches Einschmelzglas (für Verbindungen mit Platin oder Invar) | 09,0          |
| Duranglas/Pyrexglas                                               | 03,6          |
| Emaille (Emaillebeschichtungen)                                   | 08,0 bis 9,5  |
| Fensterglas                                                       | 010           |
| Jenaer Geräteglas „Nr.20“                                         | 04,8          |
| Porzellan, Berliner                                               | 04 bis 6      |
| Porzellan, Meißner                                                | 03 bis 5      |
| Quarzglas (Siliziumdioxid; 0 … 600 °C)                            | 00,54         |
| Technische Keramik                                                | 02 bis 13     |
| Zerodur (Glaskeramik)                                             | 00 ± 0,007    |

Zu weiteren Substanzen, aus denen keramische Produkte (Werkstücke) gefertigt werden, siehe „Verbindungen und Chemikalien“.

#### Chemische Verbindungen
| Bezeichnung                        | α in 10−6 K−1 |
| ---------------------------------- | ------------- |
| Aluminiumoxid, kristallin (Korund) | 05,6 bis 7,0  |
| Eis (−5 °C bis 0 °C)               | 051 bis 71    |
| Glimmer (Magnesiumsilikat)         | 013,5         |
| Magnesiumoxid                      | 013,1         |
| Siliziumdioxid (Quarz)             | 012 bis 16    |

##### Temperaturabhängigkeit für Feststoffe
Im Chemieanlagenbau werden oft mittlere Ausdehnungskoeffizienten herangezogen für den betrachteten Temperaturbereich, in dem eine Anlage arbeiten soll.
Zahlenwerte von Ausdehnungskoeffizienten bei erhöhten Temperaturen sind aber in populärwissenschaftlicher Literatur schwer zu finden.
Dietzel nennt aber für einige Behältermaterialien mittlere Ausdehnungskoeffizienten für zwei Temperaturbereiche (0 bis 100 °C und 0 bis 200 °C), Zitat (Tabelle):
| Bezeichnung        | α in 10−6 K−1 | α in 10−6 K−1 |
| Bezeichnung        | 0 bis 100 °C  | 0 bis 200 °C  |
| ------------------ | ------------- | ------------- |
| Aluminium (rein)   | 023,9         | 024,6         |
| Grauguß            | 010,4         | 011,1         |
| technisches Glas   | 06,0          | 06,5          |
| Messing            | 018,3         | 019,3         |
| Stahl (bis 0,5 %C) | 011,0         | 012,0         |

Diese Werte zeigen den Anstieg des mittleren Ausdehnungskoeffizienten in K−1 für Feststoffe mit ansteigender Temperatur. Zwischen den Mittelwerten der Temperaturen (50 °C und 100 °C) beider Temperaturbereiche liegen 50 K Temperaturdifferenz.

### Flüssigkeiten
Für Flüssigkeiten kann der Raumausdehnungskoeffizient angegeben werden. Sie dehnen sich isotrop, also in alle Richtungen gleichermaßen aus. Ihre Form wird durch das sie beinhaltende Gefäß vorgegeben, weshalb es sich nicht anbietet, den Längenausdehnungskoeffizienten für sie zu bestimmen, obwohl er formal berechnet werden kann.
Flüssigkeiten haben in der Regel einen deutlich größeren Ausdehnungskoeffizienten als Feststoffe. Deshalb werden Angaben für sie oft in Tausendstel pro Kelvin gemacht, anstelle von Millionstel pro Kelvin für Feststoffe. In den Tabellen dieses Abschnitts sind die Einheiten dementsprechend gewählt.

#### Anorganische Flüssigkeiten, Elemente und flüssige Metalle/Metalllegierungen
| Bezeichnung                                    | γ in 10−3 K−1   |
| ---------------------------------------------- | --------------- |
| Brom                                           | 01,11 oder 1,13 |
| Galinstan (eutektische Thermometerflüssigkeit) | 00,126          |
| NaK (eutektische Legierung)                    | 00,16           |
| Quecksilber                                    | 00,1811         |
| Salpetersäure (100%ige)                        | 01,24           |
| Salzsäure                                      | 00,30           |
| Schwefelkohlenstoff                            | 01,18           |
| Schwefelsäure (ca. 99%ig)                      | 00,57           |
| Wasser bei 0 °C                                | −0,068          |
| Wasser bei ca. 20 °C                           | 00,2064         |
| Wasser bei 100 °C                              | 00,782          |

#### Organische Flüssigkeiten
| Bezeichnung             | γ in 10−3 K−1 | chemische Gruppe               |
| ----------------------- | ------------- | ------------------------------ |
| Benzin (bei 0 °C)       | 01,0          | Paraffine                      |
| n-Heptan                | 01,09         | Paraffine                      |
| Heizöl/Dieselkraftstoff | 00,96         | Paraffine                      |
| n-Hexan                 | 01,35         | Paraffine                      |
| Mineralöl, Hydrauliköl  | 00,7          | Paraffine                      |
| Paraffinöl              | 00,764        | Paraffine                      |
| n-Pentan                | 01,6          | Paraffine                      |
| Petroleum               | 00,9 bis 1    | Paraffine                      |
| Schmieröl               | 00,6 bis 0,7  | Paraffine                      |
| Chloroform              | 01,21         | halogeniertes Paraffin         |
| Tetrachlormethan        | 01,21         | halogeniertes Paraffin         |
| Methanol                | 01,49         | einwertige Alkohole            |
| Ethanol (vulgo Alkohol) | 01,10         | einwertige Alkohole            |
| Glycerin                | 00,520        | dreiwertige Alkohole           |
| Essigsäure              | 01,08         | Paraffinsäuren                 |
| Diethylether            | 01,62         | Ether                          |
| Aceton                  | 01,46         | Ketone                         |
| Olivenöl                | 00,72         | Fettsäureester                 |
| Benzol                  | 01,14         | Aromatische Kohlenwasserstoffe |
| Terpentinöl             | 01            | Pinene, Terpene                |
| Toluol                  | 01,11         | Aromatische Kohlenwasserstoffe |

### Gase

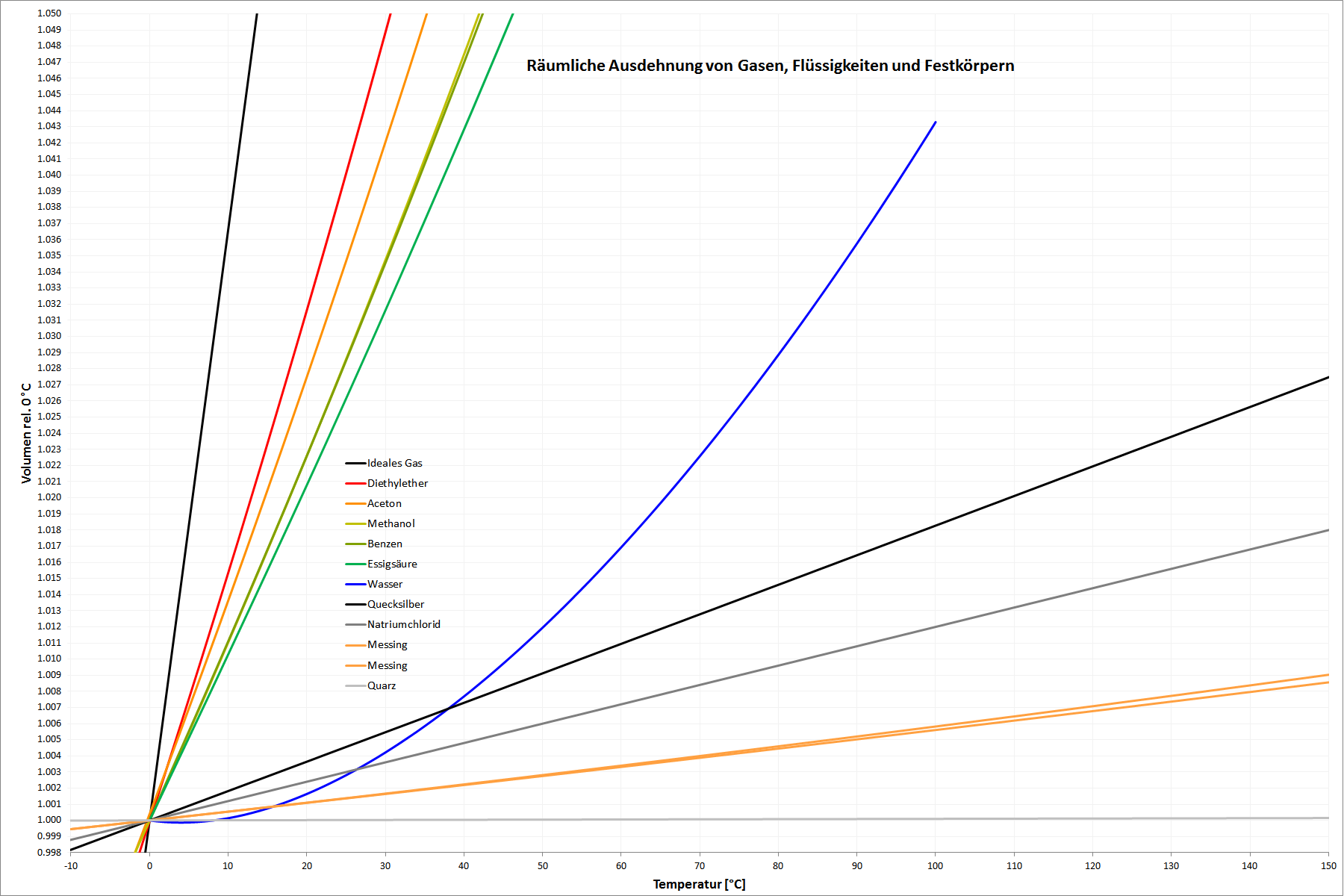
Thermische Ausdehnung von Gasen, Flüssigkeiten und Festkörpern (Auswahl)

Gase unter Normaldruck und weit oberhalb des Siedepunktes verhalten sich näherungsweise wie ein ideales Gas. Dieses dehnt sich proportional zur absoluten Temperatur aus. Dieser einfache lineare Zusammenhang zwischen Volumen und Temperatur resultiert in einem sich stark mit der Temperatur ändernden Ausdehnungskoeffizienten {\displaystyle \gamma }, der umgekehrt proportional zur absoluten Temperatur ist:
{\displaystyle \gamma _{\text{Realgas}}^{(T_{\text{abs.}})}\sim {\frac {1}{T_{\text{abs.}}}}}
und für das Idealgas gilt:
{\displaystyle \gamma _{\text{Idealgas}}^{(T_{\text{abs.}})}={\frac {1}{T_{\text{abs.}}}}}
Der Ausdehnungskoeffizient des Idealgases bei 0 °C (Bezugstemperatur) ist daher:
{\displaystyle \gamma _{\text{Idealgas}}^{\text{(0 °C)}}={\frac {1}{\text{273,15 K}}}\approx 0{,}003661\,{\text{K}}^{-1}}
Der Ausdehnungskoeffizient für ideale Gase bei 20 °C ist 1 / (293,15 K) ≈ 3,411 · 10−3 K−1.
Allgemein kann der Ausdehnungskoeffizient durch die thermische Zustandsgleichung idealer Gase als γ(T) oder durch die thermische Zustandsgleichung realer Gase als γ(T,p) berechnet werden.
Für das ideale Gas (bei niedrigem Druck) gilt nach der Idealgasgleichung für isobare (thermische) Ausdehnung:
{\displaystyle {\frac {V_{0}}{V_{2}}}={\frac {T_{0,{\text{abs.}}}}{T_{2,{\text{abs.}}}}}}
Die Temperaturen müssen als absolute Temperaturen in [Kelvin] eingesetzt werden. Für Temperaturen, die sich um eine feste Temperaturdifferenz, beispielsweise um 1 K, unterscheiden, strebt das Volumenverhältnis für immer höhere Temperaturen gegen den Wert 1. Der Ausdehnungskoeffizient strebt für immer höhere Temperaturen daher gegen Null.
Er sinkt also für ideale Gase mit steigender Temperatur ab.

### Vergleich der isobaren (differentiellen) Ausdehnungskoeffizienten von Wasser und Wasserdampf
Fratscher und Picht nennen für siedendes Wasser und den im Gleichgewicht stehenden Sattdampf (100 % Dampf, 0 % flüssiges Wasser) für Temperaturen von 0,01 °C bis 374,15 °C (kritische Temperatur von Wasser) die Ausdehnungskoeffizienten in 10 °C-Schritten. Der zugehörige Systemdruck ist der jeweilige Dampfdruck von Wasser.
Einige der Werte werden hier beispielhaft wiedergegeben:
| Temperatur in °C     | Dampfdruck in MPa   | {\displaystyle \gamma _{\text{Wasser}}^{(T)}} in K−1 | {\displaystyle \gamma _{\text{Wasserdampf}}^{(T)}} (Sattdampf) in K−1 | Hinweise                |
| -------------------- | ------------------- | ---------------------------------------------------- | --------------------------------------------------------------------- | ----------------------- |
| 00,01                | 00,0006112          | −0,0000855                                           | 0,003669                                                              | Dichteanomalie bis 4 °C |
| 010                  | 00,0012271          | 00,0000821                                           | 0,003544                                                              |                         |
| 020                  | 00,0023368          | 00,0002066                                           | 0,003431                                                              |                         |
| 030                  | 00,0042417          | 00,0003056                                           | 0,003327                                                              |                         |
| 040                  | 00,0073749          | 00,0003890                                           | 0,003233                                                              |                         |
| 050                  | 00,012335           | 00,0004624                                           | 0,003150                                                              |                         |
| 060                  | 00,019919           | 00,0005288                                           | 0,003076                                                              |                         |
| 070                  | 00,031161           | 00,0005900                                           | 0,003012                                                              |                         |
| 080                  | 00,047359           | 00,0006473                                           | 0,002958                                                              |                         |
| 090                  | 00,070108           | 00,0007019                                           | 0,002915                                                              |                         |
| 100                  | 00,101325           | 00,0007547                                           | 0,002882                                                              |                         |
| 150                  | 00,47597            | 00,001024                                            | 0,002897                                                              |                         |
| 200                  | 01,5551             | 00,001372                                            | 0,003291                                                              |                         |
| 250                  | 03,9776             | 00,001955                                            | 0,004321                                                              |                         |
| 300                  | 08,5917             | 00,003293                                            | 0,007117                                                              |                         |
| 350                  | 16,537              | 00,01039                                             | 0,02175                                                               |                         |
| 360                  | 18,674              | 00,01928                                             | 0,03899                                                               |                         |
| 370                  | 21,053              | 00,09818                                             | 0,1709                                                                |                         |
| 374,15 (krit. Temp.) | 22,12 (krit. Druck) | >0,1709 (Originalliteratur nennt „∞“, *)             | >0,1709 (Originalliteratur nennt „∞“, *)                              | kritischer Punkt        |

Anmerkungen:

Kurz vor Erreichen des kritischen Punktes nehmen die Ausdehnungskoeffizienten von Wasser und Wasserdampf stark zu.
Am kritischen Punkt werden Flüssigkeit und Dampf eins bzw. identisch. Es gibt daher dann nur noch einen Ausdehnungskoeffizienten. Im Vergleich zu 370 °C muss dessen Wert aber größer sein, da das Volumen nochmals überproportional zugenommen hat.

### Konzentrationsabhängige Ausdehnungskoeffizienten wässriger Lösungen
Bei konstanter Temperatur zeigen wässrige Lösungen einen mit der Konzentration des gelösten Stoffes meist ansteigenden Ausdehnungskoeffizienten.
Bierwerth nennt als Beispiele Natriumchloridlösung, Kaliumchloridlösung und Kalziumchloridlösungen verschiedener Massenkonzentrationen. So haben beispielsweise (Zitat) Kaliumchloridlösungen der Massengehalte 4/10/20 % Ausdehnungskoeffizienten von 0,00025/0,00031/0,00041 bei jeweils 20 °C. Aus den genannten Beispielen lässt sich schlussfolgern, dass bei diesen wässrigen Salzlösungen der Zahlenwert des Ausdehnungskoeffizienten um etwa 25 % (bei relativ niedrigen Konzentrationen) bis 50 % (bei höheren Konzentrationen) zunimmt jeweils bei einer Verdoppelung der Massenkonzentration der Lösung.

## Berechnung des mittleren Raumausdehnungskoeffizienten aus Werten der Dichte oder spezifischen Volumina
Da die Änderung des Volumens von Feststoffen und Flüssigkeiten eine Änderung deren Dichte {\displaystyle \rho } nach sich zieht, kann der mittlere statistische Volumenausdehnungskoeffizient {\displaystyle \gamma _{\text{mittl.}}} auch aus dem Quotienten zweier Dichten für zwei Temperaturen berechnet werden:
{\displaystyle {\frac {\rho _{0}}{\rho _{2}}}=1+\gamma _{\text{mittl.}}\cdot (T_{2}-T_{0})} mit {\displaystyle T_{2}>T_{0}}.
Der mittlere Raumausdehnungskoeffizient zwischen den gewählten Temperaturen ergibt sich also zu:
{\displaystyle \gamma _{\text{mittl.}}={\frac {({\frac {\rho _{0}}{\rho _{2}}})-1}{(T_{2}-T_{0})}}}.
Alternativ können auch Werte der massenspezifischen Volumina oder der Molvolumen, herangezogen werden:
{\displaystyle \gamma _{\text{mittl.}}={\frac {({\frac {v_{2}}{v_{0}}})-1}{(T_{2}-T_{0})}}}.
Die spezifischen Volumina {\displaystyle v} sind den Dichten entgegengesetzt proportional.
Der mittlere statistische Raumausdehnungskoeffizient {\displaystyle \gamma _{\text{mittl.}}} hat Vorteile in der Anwendung gegenüber dem auf eine Temperatur {\displaystyle T} bezogenen „üblichen“ Volumenausdehnungskoeffizienten „{\displaystyle \gamma ^{(T)}}“. Der übliche Volumenausdehnungskoeffizient ist nur für eine Temperatur gültig. Dessen Wert steigt bei Flüssigkeiten mit steigender Temperatur meist an. Wegen der Dichteanomalie, u. a. von Wasser und flüssigem Ammoniak, haben diese Substanzen in engen Temperaturbereichen auch negative Ausdehnungskoeffizienten.
Berechnet man also die Volumenänderung mit Hilfe des mittleren Volumenausdehnungskoeffizienten von Temperatur {\displaystyle T_{0}} bis Temperatur {\displaystyle T_{2}}, so erhält man einen korrekten Wert für das neue Volumen – oder die neue Dichte –, während die Berechnung mit dem Volumenausdehnungskoeffizienten zu einer festen Temperatur einen „größeren“ Fehler aufweisen würde.
Es ist auch möglich den Volumenausdehnungskoeffizienten für eine bestimmte Temperatur sehr genau zu berechnen mittels dieser Methode. Dazu zieht man die Dichtewerte für 1 K weniger und ein Kelvin mehr heran. Als Temperaturdifferenz wird 2 K eingesetzt. Für Wasser bei 4 °C erhält man so aus den Dichtewerten für 3 °C und 5 °C einen Volumenausdehnungskoeffizienten von 0 K−1 . Dies ist korrekt, da Wasser bei 4 °C sein Dichtemaximum hat, dessen Dichte von 0 °C bis 4 °C steigt und ab 4 °C wieder absinkt. Folglich ist der Volumenausdehnungskoeffizient für Wasser bei 4 °C  {\displaystyle \gamma ^{(T)}} = 0 K−1.

### Zahlenwerte von Flüssigkeiten bei Luftdruck
| Substanz                    | {\displaystyle T_{0}} / {\displaystyle T_{2}} in °C | {\displaystyle \rho _{0}} / {\displaystyle \rho _{2}} in g/cm³ | {\displaystyle \Delta T} in K | mittlere Temp. {\displaystyle T_{\text{mittl.}}} in °C | {\displaystyle \gamma _{\text{mittl.}}} in K−1 | Quellen |
| --------------------------- | --------------------------------------------------- | -------------------------------------------------------------- | ----------------------------- | ------------------------------------------------------ | ---------------------------------------------- | ------- |
| Wasser                      | 00 / 1                                              | 0,999840 / 0,999899                                            | 01                            | 00,5                                                   | −0,000059006                                   | [ 8 ]   |
| Wasser                      | 03 / 5                                              | 0,999964 / 0,999964                                            | 02                            | 04                                                     | 0                                              | [ 8 ]   |
| Wasser                      | 00 / 20                                             | 0,999840 / 0,998203                                            | 20                            | 010                                                    | 00,0000820                                     | [ 8 ]   |
| Wasser                      | 017 / 19                                            | 0,998773 / 0,998403                                            | 02                            | 018                                                    | 00,0001853                                     | [ 8 ]   |
| Wasser                      | 019 / 21                                            | 0,998403 / 0,997991                                            | 02                            | 020                                                    | 00,0002064                                     | [ 8 ]   |
| Wasser                      | 024 / 26                                            | 0,997295 / 0,996782                                            | 02                            | 025                                                    | 00,0002573                                     | [ 8 ]   |
| Wasser                      | 020 / 100                                           | 0,998203 / 0,95835                                             | 80                            | 060                                                    | 00,0005198                                     | [ 8 ]   |
| Wasser                      | 090 / 100                                           | 0,96532 / 0,95835                                              | 10                            | 095                                                    | 00,0007273                                     | [ 8 ]   |
| Quecksilber                 | −20 / −18                                           | 13,6446 / 13,6396                                              | 02                            | −19                                                    | 00,0001833                                     | [ 8 ]   |
| Quecksilber                 | 0−2 / 2                                             | 13,6000 / 13,5901                                              | 04                            | 0                                                      | 00,00018212                                    | [ 8 ]   |
| Quecksilber                 | 00 / 20                                             | 13,5951 / 13,5457                                              | 20                            | 010                                                    | 00,0001823                                     | [ 8 ]   |
| Quecksilber                 | 016 / 20                                            | 13,5556 / 13,5457                                              | 04                            | 018                                                    | 00,00018271                                    | [ 8 ]   |
| Quecksilber                 | 018 / 22                                            | 13,5507 / 13,5408                                              | 04                            | 020                                                    | 00,00018278                                    | [ 8 ]   |
| Quecksilber                 | 024 / 26                                            | 13,5359 / 13,5310                                              | 02                            | 025                                                    | 00,00018107                                    | [ 8 ]   |
| Quecksilber                 | 020 / 100                                           | 13,5457 / 13,3512                                              | 80                            | 060                                                    | 00,0001821                                     | [ 8 ]   |
| Quecksilber                 | 090 / 100                                           | 13,3753 / 13,3512                                              | 10                            | 095                                                    | 00,0001805                                     | [ 8 ]   |
| Quecksilber                 | 240 / 260                                           | 13,018 / 12,970                                                | 20                            | 250                                                    | 00,00018504                                    | [ 8 ]   |
| Propantriol (Glyzerin)      | 020 / 60                                            | 1,260 / 1,239                                                  | 40                            | 040                                                    | 00,0004237                                     | [ 24 ]  |
| Propantriol (Glyzerin)      | 080 / 100                                           | 1,224 / 1,207                                                  | 20                            | 090                                                    | 00,0007042                                     | [ 24 ]  |
| Propantriol (Glyzerin)      | 140 / 160                                           | 1,167 / 1,143                                                  | 20                            | 150                                                    | 00,001050                                      | [ 24 ]  |
| Propantriol (Glyzerin)      | 180 / 200                                           | 1,117 / 1,090                                                  | 20                            | 190                                                    | 00,001239                                      | [ 24 ]  |
| Propantriol (Glyzerin)      | 220 / 240                                           | 1,059 / 1,025                                                  | 20                            | 230                                                    | 00,001659                                      | [ 24 ]  |
| Silikonöl „Baysilone M10“ ® | −40 / 0                                             | 0,990 / 0,950                                                  | 40                            | −20                                                    | 00,00105                                       | [ 24 ]  |
| Silikonöl „Baysilone M10“ ® | 00 / 40                                             | 0,950 / 0,920                                                  | 40                            | 020                                                    | 00,000815                                      | [ 24 ]  |
| Silikonöl „Baysilone M10“ ® | 040 / 80                                            | 0,920 / 0,880                                                  | 40                            | 060                                                    | 00,00114                                       | [ 24 ]  |
| Silikonöl „Baysilone M10“ ® | 080 / 120                                           | 0,880 / 0,850                                                  | 40                            | 100                                                    | 00,000882                                      | [ 24 ]  |
| Silikonöl „Baysilone M10“ ® | 120 / 160                                           | 0,850 / 0,810                                                  | 40                            | 140                                                    | 00,00123                                       | [ 24 ]  |
| Silikonöl „Baysilone M10“ ® | 160 / 200                                           | 0,810 / 0,770                                                  | 40                            | 180                                                    | 00,00130                                       | [ 24 ]  |
| Silikonöl „Baysilone M10“ ® | 200 / 240                                           | 0,770 / 0,740                                                  | 40                            | 220                                                    | 00,00101                                       | [ 24 ]  |

Bei ca. 4 °C hat Wasser seine maximale Dichte von 0,999975 g/cm³ (Dichteanomalie) und der Volumenausdehnungskoeffizient ist hier 0 K−1.
Die berechneten Werte zeigen beispielsweise für eine Temperatursteigerung von 0 auf 20 °C eine Volumenzunahme um +0,164 % für Wasser und um +0,365 % für Quecksilber.
Von 20 bis 100 °C steigen die Volumen um +4,16 % bei Wasser und um +1,46 % bei Quecksilber.
Wie man sieht, steigt der Volumenausdehnungskoeffizient von Flüssigkeiten mit steigender Temperatur fast immer nur an, es sei denn, die Substanz hat in einem engen Temperaturbereich eine Dichteanomalie, wie bei Wasser zwischen 0 und 4 °C vorliegend.

### Zahlenwerte von siedenden Flüssigkeiten beim jeweiligen Dampfdruck (nicht isobar)
Bei jeder Temperatur hat eine Flüssigkeit einen anderen Dampfdruck, entsprechend ihrer Dampfdruckfunktion. Daher erfolgen hier temperaturbedingte Ausdehnung oder Kontraktion des Volumens nicht isobar.
| Substanz                     | {\displaystyle T_{0}} / {\displaystyle T_{2}} in °C | {\displaystyle \rho _{0}} / {\displaystyle \rho _{2}} in g/cm³ | {\displaystyle \Delta T} in K | {\displaystyle (T_{0}\!+\!T_{2})/2} in °C | {\displaystyle \gamma _{\text{mittl.}}} in K−1 | Quellen |
| ---------------------------- | --------------------------------------------------- | -------------------------------------------------------------- | ----------------------------- | ----------------------------------------- | ---------------------------------------------- | ------- |
| siedendes überhitztes Wasser | 095 / 100                                           | 0,96172 / 0,95813                                              | 05                            | 097,5                                     | 0,00074938                                     | [ 24 ]  |
| siedendes überhitztes Wasser | 090 / 110                                           | 0,96516 / 0,95066                                              | 20                            | 100                                       | 0,00076263                                     | [ 24 ]  |
| siedendes überhitztes Wasser | 120 / 130                                           | 0,94286 / 0,93458                                              | 10                            | 125                                       | 0,00088596                                     | [ 24 ]  |
| siedendes überhitztes Wasser | 140 / 160                                           | 0,92584 / 0,90728                                              | 20                            | 150                                       | 0,0010228                                      | [ 24 ]  |
| siedendes überhitztes Wasser | 190 / 200                                           | 0,87604 / 0,86468                                              | 10                            | 195                                       | 0,0013138                                      | [ 24 ]  |
| siedendes überhitztes Wasser | 190 / 210                                           | 0,87604 / 0,85281                                              | 20                            | 200                                       | 0,0013620                                      | [ 24 ]  |
| siedendes überhitztes Wasser | 200 / 210                                           | 0,86468 / 0,85281                                              | 10                            | 205                                       | 0,0013919                                      | [ 24 ]  |
| siedendes überhitztes Wasser | 240 / 260                                           | 0,81360 / 0,78394                                              | 20                            | 250                                       | 0,0018915                                      | [ 24 ]  |
| siedendes überhitztes Wasser | 290 / 300                                           | 0,73212 / 0,71220                                              | 10                            | 295                                       | 0,0027970                                      | [ 24 ]  |
| siedendes überhitztes Wasser | 290 / 310                                           | 0,73212 / 0,69061                                              | 20                            | 300                                       | 0,0030053                                      | [ 24 ]  |
| siedendes überhitztes Wasser | 300 / 310                                           | 0,71220 / 0,69061                                              | 10                            | 305                                       | 0,0031262                                      | [ 24 ]  |
| siedendes überhitztes Wasser | 310 / 320                                           | 0,69061 / 0,66689                                              | 10                            | 315                                       | 0,0035568                                      | [ 24 ]  |
| siedendes überhitztes Wasser | 320 / 330                                           | 0,66689 / 0,64045                                              | 10                            | 325                                       | 0,0041283                                      | [ 24 ]  |
| siedendes überhitztes Wasser | 330 / 340                                           | 0,64045 / 0,61013                                              | 10                            | 335                                       | 0,0049694                                      | [ 24 ]  |
| siedendes überhitztes Wasser | 340 / 350                                           | 0,61013 / 0,57448                                              | 10                            | 345                                       | 0,0062056                                      | [ 24 ]  |
| siedendes überhitztes Wasser | 350 / 360                                           | 0,57448 / 0,52826                                              | 10                            | 355                                       | 0,0087495                                      | [ 24 ]  |
| siedendes überhitztes Wasser | 360 / 370                                           | 0,52826 / 0,44823                                              | 10                            | 365                                       | 0,017855                                       | [ 24 ]  |
| siedendes überhitztes Wasser | 370 / 374,15 (kritische Temp.)                      | 0,44823 / 0,3262                                               | 4,15                          | 372,075                                   | 0,09014                                        | [ 24 ]  |

### Zahlenwerte von siedenden Flüssiggasen beim jeweiligen Dampfdruck (nicht isobar)
Bei jeder Temperatur hat eine Flüssigkeit/ein Flüssiggas einen anderen Dampfdruck, entsprechend ihrer Dampfdruckfunktion. Daher erfolgen hier temperaturbedingte Ausdehnung oder Kontraktion des Volumens nicht isobar.
| Substanz                           | {\displaystyle T_{0}} / {\displaystyle T_{2}} in °C | {\displaystyle \rho _{0}} / {\displaystyle \rho _{2}} in g/cm³ | {\displaystyle \Delta T} in K | mittlere Temperatur {\displaystyle T_{\text{mittl.}}} in °C | {\displaystyle \gamma _{\text{mittl.}}} in K−1 | Quellen |
| ---------------------------------- | --------------------------------------------------- | -------------------------------------------------------------- | ----------------------------- | ----------------------------------------------------------- | ---------------------------------------------- | ------- |
| flüssiges Kohlendioxid, siedend    | −50 / −40                                           | 1,1526 / 1,1136                                                | 10                            | −45                                                         | 0,0035022                                      | [ 24 ]  |
| flüssiges Kohlendioxid, siedend    | −30 / −20                                           | 1,0727 / 1,0293                                                | 10                            | −25                                                         | 0,0042165                                      | [ 24 ]  |
| flüssiges Kohlendioxid, siedend    | 0 / 2                                               | 0,9285 / 0,9168                                                | 2                             | 1                                                           | 0,006381                                       | [ 24 ]  |
| flüssiges Kohlendioxid, siedend    | 18 / 22                                             | 0,7979 / 0,7548                                                | 4                             | 20                                                          | 0,01428                                        | [ 24 ]  |
| flüssiges Kohlendioxid, siedend    | 28 / 30                                             | 0,6568 / 0,5929                                                | 2                             | 29                                                          | 0,05389                                        | [ 24 ]  |
| flüssiges Kohlendioxid, siedend    | 30/ 31,05 (kritische Temperatur)                    | 0,5929 / 0,4680                                                | 1,05                          | 30,525                                                      | 0,2542 !                                       | [ 24 ]  |
| flüssiges Propan, siedend          | −50 / −40                                           | 0,5917 / 0,5858                                                | 10                            | −25                                                         | 0,001007                                       | [ 24 ]  |
| flüssiges Propan, siedend          | −30 / −20                                           | 0,5679 / 0,5559                                                | 10                            | −45                                                         | 0,002159                                       | [ 24 ]  |
| flüssiges Propan, siedend          | −5 / 5                                              | 0,5365 / 0,5233                                                | 10                            | 0                                                           | 0,002522                                       | [ 24 ]  |
| flüssiges Propan, siedend          | 20 / 30                                             | 0,5020 / 0,4866                                                | 10                            | 25                                                          | 0,003165                                       | [ 24 ]  |
| flüssiges Propan, siedend          | 40 / 50                                             | 0,4684 / 0,4500                                                | 10                            | 45                                                          | 0,004089                                       | [ 24 ]  |
| flüssiges Ethen (Ethylen), siedend | −40 / -30                                           | 0,4621 / 0,4403                                                | 10                            | −35                                                         | 0,004951                                       | [ 24 ]  |
| flüssiges Ethen (Ethylen), siedend | −30 / −20                                           | 0,4403 / 0,4153                                                | 10                            | −25                                                         | 0,006020                                       | [ 24 ]  |
| flüssiges Ethen (Ethylen), siedend | −20 / −10                                           | 0,4153 / 0,3851                                                | 10                            | −15                                                         | 0,007842                                       | [ 24 ]  |
| flüssiges Ethen (Ethylen), siedend | −10 / 0                                             | 0,3851 / 0,3471                                                | 10                            | −5                                                          | 0,01095                                        | [ 24 ]  |
| flüssiges Ethen (Ethylen), siedend | −5 / 5                                              | 0,3671 / 0,3186                                                | 10                            | 0                                                           | 0,01522                                        | [ 24 ]  |
| flüssiges Ethen (Ethylen), siedend | 0 / 2                                               | 0,3471 / 0,3378                                                | 2                             | 1                                                           | 0,01377                                        | [ 24 ]  |
| flüssiges Ethen (Ethylen), siedend | 0 / 4                                               | 0,3471 / 0,3258                                                | 4                             | 2                                                           | 0,01634                                        | [ 24 ]  |
| flüssiges Ethen (Ethylen), siedend | 4 / 6                                               | 0,3258 / 0,3102                                                | 2                             | 5                                                           | 0,02515                                        | [ 24 ]  |
| flüssiges Ethen (Ethylen), siedend | 7 / 8                                               | 0,2995 / 0,2858                                                | 1                             | 7,5                                                         | 0,04794                                        | [ 24 ]  |
| flüssiges Ethen (Ethylen), siedend | 7 / 9                                               | 0,2995 / 0,2646                                                | 2                             | 8                                                           | 0,06595                                        | [ 24 ]  |
| flüssiges Ethen (Ethylen), siedend | 8 / 9                                               | 0,2858 / 0,2646                                                | 1                             | 8,5                                                         | 0,08012                                        | [ 24 ]  |
| flüssiges Ethen (Ethylen), siedend | 8 / 9,9 (kritische Temperatur)                      | 0,2858 / 0,2111                                                | 1,9                           | 8,95                                                        | 0,1862                                         | [ 24 ]  |
| flüssiges Ethen (Ethylen), siedend | 9 / 9,5                                             | 0,2646 / 0,2483                                                | 0,5                           | 9,25                                                        | 0,1313                                         | [ 24 ]  |
| flüssiges Ethen (Ethylen), siedend | 9 / 9,9 (kritische Temperatur)                      | 0,2646 / 0,2111                                                | 0,9                           | 9,45                                                        | 0,2816                                         | [ 24 ]  |
| flüssiges Ethen (Ethylen), siedend | 9,5 / 9,9 (kritische Temperatur)                    | 0,2483 / 0,2111                                                | 0,4                           | 9,7                                                         | 0,4405 !                                       | [ 24 ]  |
| flüssiges Ammoniak, siedend        | −70 / −68                                           | 0,72527 / 0,72036                                              | 2                             | −69                                                         | +0,003408                                      | [ 24 ]  |
| flüssiges Ammoniak, siedend        | −68 / −66                                           | 0,72036 / 0,72067                                              | 2                             | −67                                                         | −0,000215                                      | [ 24 ]  |
| flüssiges Ammoniak, siedend        | −66 / −64                                           | 0,72067 / 0,71839                                              | 2                             | −65                                                         | +0,001587                                      | [ 24 ]  |
| flüssiges Ammoniak, siedend        | −64 / −62                                           | 0,71839 / 0,71608                                              | 2                             | −63                                                         | +0,001613                                      | [ 24 ]  |
| flüssiges Ammoniak, siedend        | −50 / −48                                           | 0,70200 / 0,69964                                              | 2                             | −49                                                         | +0,001687                                      | [ 24 ]  |
| flüssiges Ammoniak, siedend        | −30 / −28                                           | 0,67764 / 0,67517                                              | 2                             | −29                                                         | +0,001829                                      | [ 24 ]  |
| flüssiges Ammoniak, siedend        | −28 / −26                                           | 0,67517 / 0,67263                                              | 2                             | −27                                                         | +0,001888                                      | [ 24 ]  |
| flüssiges Ammoniak, siedend        | −26 / −24                                           | 0,67263 / 0,67463                                              | 2                             | −25                                                         | −0,001482                                      | [ 24 ]  |
| flüssiges Ammoniak, siedend        | −24 / −22                                           | 0,67463 / 0,68587                                              | 2                             | −23                                                         | −0,008194                                      | [ 24 ]  |
| flüssiges Ammoniak, siedend        | −22 / −20                                           | 0,68587 / 0,66503                                              | 2                             | −21                                                         | +0,015668                                      | [ 24 ]  |
| flüssiges Ammoniak, siedend        | −2 / 0                                              | 0,64127 / 0,63857                                              | 2                             | −1                                                          | +0,002114                                      | [ 24 ]  |
| flüssiges Ammoniak, siedend        | −2 / 2                                              | 0,64127 / 0,63585                                              | 4                             | 0                                                           | +0,002131                                      | [ 24 ]  |
| flüssiges Ammoniak, siedend        | 0 / 2                                               | 0,63857 / 0,63585                                              | 2                             | 1                                                           | +0,002139                                      | [ 24 ]  |
| flüssiges Ammoniak, siedend        | 18 / 20                                             | 0,61320 / 0,61028                                              | 2                             | 19                                                          | +0,002392                                      | [ 24 ]  |
| flüssiges Ammoniak, siedend        | 18 / 22                                             | 0,61320 / 0,60731                                              | 4                             | 20                                                          | +0,002425                                      | [ 24 ]  |
| flüssiges Ammoniak, siedend        | 20 / 22                                             | 0,61028 / 0,60731                                              | 2                             | 21                                                          | +0,002445                                      | [ 24 ]  |
| flüssiges Ammoniak, siedend        | 24 / 26                                             | 0,60438 / 0,60132                                              | 2                             | 25                                                          | +0,002544                                      | [ 24 ]  |
| flüssiges Ammoniak, siedend        | 48 / 50                                             | 0,56628 / 0,56306                                              | 2                             | 49                                                          | +0,002859                                      | [ 24 ]  |

Hinweis: Dichtewerte und Ausdehnungskoeffizienten des flüssigen Ammoniaks weisen zwei Dichteanomalien auf.

### Zahlenwerte von Metallschmelzen
| Substanz                                                    | {\displaystyle T_{0}} / {\displaystyle T_{2}} in °C | {\displaystyle \rho _{0}} / {\displaystyle \rho _{2}} in g/cm³ | {\displaystyle \Delta T} in K | mittlere Temperatur {\displaystyle T_{\text{mittl.}}} in °C | {\displaystyle \gamma _{\text{mittl.}}} in K−1 | Quellen |
| ----------------------------------------------------------- | --------------------------------------------------- | -------------------------------------------------------------- | ----------------------------- | ----------------------------------------------------------- | ---------------------------------------------- | ------- |
| Natrium-Kalium-Legierung (hier: 25%Na/75%K, Massenprozente) | 20 / 100                                            | 0,872 / 0,852                                                  | 80                            | 60                                                          | 0,000293                                       | [ 24 ]  |
| Natrium-Kalium-Legierung (hier: 25%Na/75%K, Massenprozente) | 100 / 200                                           | 0,852 / 0,828                                                  | 100                           | 150                                                         | 0,000290                                       | [ 24 ]  |
| Natrium-Kalium-Legierung (hier: 25%Na/75%K, Massenprozente) | 200 / 300                                           | 0,828 / 0,803                                                  | 100                           | 250                                                         | 0,000311                                       | [ 24 ]  |
| Natrium-Kalium-Legierung (hier: 25%Na/75%K, Massenprozente) | 300 / 500                                           | 0,803 / 0,753                                                  | 200                           | 400                                                         | 0,000332                                       | [ 24 ]  |
| Natrium-Kalium-Legierung (hier: 25%Na/75%K, Massenprozente) | 500 / 600                                           | 0,753 / 0,729                                                  | 100                           | 550                                                         | 0,000329                                       | [ 24 ]  |
| Natrium-Kalium-Legierung (hier: 25%Na/75%K, Massenprozente) | 600 / 700                                           | 0,729 / 0,704                                                  | 100                           | 650                                                         | 0,000355                                       | [ 24 ]  |
| Lithium-Schmelze                                            | 200 / 300                                           | 0,511 / 0,505                                                  | 100                           | 250                                                         | −0,00701                                       | [ 24 ]  |
| Lithium-Schmelze                                            | 300 / 400                                           | 0,505 / 0,495                                                  | 100                           | 350                                                         | +0,000202                                      | [ 24 ]  |
| Lithium-Schmelze                                            | 400 / 600                                           | 0,495 / 0,474                                                  | 200                           | 500                                                         | +0,000222                                      | [ 24 ]  |
| Lithium-Schmelze                                            | 600 / 700                                           | 0,474 / 0,465                                                  | 100                           | 650                                                         | +0,000194                                      | [ 24 ]  |
| Zinn-Schmelze                                               | 240 / 300                                           | 6,985 / 6,940                                                  | 60                            | 270                                                         | 0,0001081                                      | [ 24 ]  |
| Zinn-Schmelze                                               | 300 / 400                                           | 6,940 / 6,865                                                  | 100                           | 350                                                         | 0,0001093                                      | [ 24 ]  |
| Zinn-Schmelze                                               | 400 / 500                                           | 6,865 / 6,790                                                  | 100                           | 450                                                         | 0,0001105                                      | [ 24 ]  |
| Zinn-Schmelze                                               | 500 / 600                                           | 6,790 / 6,720                                                  | 100                           | 550                                                         | 0,0001042                                      | [ 24 ]  |
| Zinn-Schmelze                                               | 600 / 700                                           | 6,720 / 6,640                                                  | 100                           | 650                                                         | 0,0001205                                      | [ 24 ]  |
| Blei-Schmelze                                               | 400 / 500                                           | 10,582 / 10,476                                                | 100                           | 450                                                         | 0,00010118                                     | [ 24 ]  |
| Blei-Schmelze                                               | 500 / 600                                           | 10,476 / 10,360                                                | 100                           | 550                                                         | 0,00011197                                     | [ 24 ]  |
| Blei-Schmelze                                               | 600 / 700                                           | 10,360 / 10,242                                                | 100                           | 650                                                         | 0,00011521                                     | [ 24 ]  |
| Blei-Schmelze                                               | 700 / 800                                           | 10,242 / 10,125                                                | 100                           | 750                                                         | 0,00011556                                     | [ 24 ]  |

### Zahlenwerte von Gasen (isobar)
| Substanz                            | {\displaystyle T_{0}} / {\displaystyle T_{2}} in °C | {\displaystyle \rho _{0}} / {\displaystyle \rho _{2}} in g/l | {\displaystyle \Delta T} in K | mittlere Temperatur {\displaystyle T_{\text{mittl.}}} in °C | {\displaystyle \gamma _{\text{mittl.}}} in K−1 | Quellen |
| ----------------------------------- | --------------------------------------------------- | ------------------------------------------------------------ | ----------------------------- | ----------------------------------------------------------- | ---------------------------------------------- | ------- |
| trockene Luft, bei 1 bar            | −20 / 0                                             | 1,3765 / 1,2754                                              | 20                            | −10                                                         | 0,0039635                                      | [ 24 ]  |
| trockene Luft, bei 1 bar            | 0 / 20                                              | 1,2754 / 1,1881                                              | 20                            | 10                                                          | 0,0036739                                      | [ 24 ]  |
| trockene Luft, bei 1 bar            | 20 / 40                                             | 1,1881 / 1,1120                                              | 20                            | 30                                                          | 0,0034218                                      | [ 24 ]  |
| trockene Luft, bei 1 bar            | 40 / 60                                             | 1,1120 / 1,0452                                              | 20                            | 50                                                          | 0,0031956                                      | [ 24 ]  |
| trockene Luft, bei 1 bar            | 60 / 80                                             | 1,0452 / 0,9859                                              | 20                            | 70                                                          | 0,0030074                                      | [ 24 ]  |
| trockene Luft, bei 1 bar            | 80 / 100                                            | 0,9859 / 0,9329                                              | 20                            | 90                                                          | 0,0028406                                      | [ 24 ]  |
| trockene Luft, bei 1 bar            | 140 / 160                                           | 0,8425 / 0,8036                                              | 20                            | 150                                                         | 0,0024204                                      | [ 24 ]  |
| trockene Luft, bei 1 bar            | 180 / 200                                           | 0,7681 / 0,7356                                              | 20                            | 190                                                         | 0,0022091                                      | [ 24 ]  |
| trockene Luft, bei 1 bar            | 200 / 300                                           | 0,7356 / 0,6072                                              | 100                           | 250                                                         | 0,0021146                                      | [ 24 ]  |
| trockene Luft, bei 1 bar            | 300 / 400                                           | 0,6072 / 0,5170                                              | 100                           | 350                                                         | 0,0017447                                      | [ 24 ]  |
| trockene Luft, bei 1 bar            | 400 / 500                                           | 0,5170 / 0,4502                                              | 100                           | 450                                                         | 0,0014838                                      | [ 24 ]  |
| trockene Luft, bei 1 bar            | 500 / 600                                           | 0,4502 / 0,3986                                              | 100                           | 550                                                         | 0,0012945                                      | [ 24 ]  |
| trockene Luft, bei 1 bar            | 600 / 700                                           | 0,3986 / 0,3577                                              | 100                           | 650                                                         | 0,0011434                                      | [ 24 ]  |
| trockene Luft, bei 1 bar            | 700 / 800                                           | 0,3577 / 0,3243                                              | 100                           | 750                                                         | 0,0010300                                      | [ 24 ]  |
| trockene Luft, bei 1 bar            | 800 / 900                                           | 0,3243 / 0,2967                                              | 100                           | 850                                                         | 0,0009302                                      | [ 24 ]  |
| trockene Luft, bei 1 bar            | 900 / 1000                                          | 0,2967 / 0,2734                                              | 100                           | 950                                                         | 0,0008522                                      | [ 24 ]  |
| trockene Luft, bei 10 bar.          | −25 / 0                                             | 14,16 / 12,82                                                | 25                            | −12,5                                                       | 0,004181                                       | [ 24 ]  |
| trockene Luft, bei 10 bar.          | 0 / 25                                              | 12,82 / 11,71                                                | 25                            | 12,5                                                        | 0,003792                                       | [ 24 ]  |
| trockene Luft, bei 10 bar.          | 25 / 50                                             | 11,71 / 10,79                                                | 25                            | 37,5                                                        | 0,003411                                       | [ 24 ]  |
| trockene Luft, bei 10 bar.          | 50 / 100                                            | 10,79 / 9,321                                                | 50                            | 75                                                          | 0,003152                                       | [ 24 ]  |
| trockene Luft, bei 10 bar.          | 100 / 200                                           | 9,321 / 7,336                                                | 100                           | 150                                                         | 0,002706                                       | [ 24 ]  |
| trockene Luft, bei 10 bar.          | 200 / 300                                           | 7,336 / 6,053                                                | 100                           | 250                                                         | 0,002120                                       | [ 24 ]  |
| trockene Luft, bei 10 bar.          | 300 / 400                                           | 6,053 / 5,153                                                | 100                           | 350                                                         | 0,001747                                       | [ 24 ]  |
| trockene Luft, bei 10 bar.          | 400 / 500                                           | 5,153 / 4,487                                                | 100                           | 450                                                         | 0,001484                                       | [ 24 ]  |
| trockene Luft, bei 100 bar.         | −25 / 0                                             | 149,5 / 131,4                                                | 25                            | −12,5                                                       | 0,005510                                       | [ 24 ]  |
| trockene Luft, bei 100 bar.         | 0 / 25                                              | 131,4 / 117,8                                                | 25                            | 12,5                                                        | 0,004618                                       | [ 24 ]  |
| trockene Luft, bei 100 bar.         | 25 / 50                                             | 117,8 / 107,1                                                | 25                            | 37,5                                                        | 0,003996                                       | [ 24 ]  |
| trockene Luft, bei 100 bar.         | 50 / 100                                            | 107,1 / 91,13                                                | 50                            | 75                                                          | 0,003505                                       | [ 24 ]  |
| trockene Luft, bei 100 bar.         | 100 / 200                                           | 91,13 / 70,92                                                | 100                           | 150                                                         | 0,002850                                       | [ 24 ]  |
| trockene Luft, bei 100 bar.         | 200 / 300                                           | 70,92 / 58,37                                                | 100                           | 250                                                         | 0,002150                                       | [ 24 ]  |
| trockene Luft, bei 100 bar.         | 300 / 400                                           | 58,37 / 49,71                                                | 100                           | 350                                                         | 0,001742                                       | [ 24 ]  |
| trockene Luft, bei 100 bar.         | 400 / 500                                           | 49,71 / 43,55                                                | 100                           | 450                                                         | 0,001414                                       | [ 24 ]  |
| gesättigt feuchte Luft, bei 100 kPa | 0 / 2                                               | 1,2731 / 1,2634                                              | 2                             | 1                                                           | 0,003839                                       | [ 24 ]  |
| gesättigt feuchte Luft, bei 100 kPa | 8 / 12                                              | 1,2347 / 1,2159                                              | 4                             | 10                                                          | 0,0038654                                      | [ 24 ]  |
| gesättigt feuchte Luft, bei 100 kPa | 16 / 20                                             | 1,1971 / 1,1785                                              | 4                             | 18                                                          | 0,003946                                       | [ 24 ]  |
| gesättigt feuchte Luft, bei 100 kPa | 18 / 22                                             | 1,1878 / 1,1691                                              | 4                             | 20                                                          | 0,003999                                       | [ 24 ]  |
| gesättigt feuchte Luft, bei 100 kPa | 24 / 26                                             | 1,1597 / 1,1503                                              | 2                             | 25                                                          | 0,004086                                       | [ 24 ]  |
| gesättigt feuchte Luft, bei 100 kPa | 28 / 32                                             | 1,1408 / 1,1216                                              | 4                             | 30                                                          | 0,004280                                       | [ 24 ]  |
| gesättigt feuchte Luft, bei 100 kPa | 38 / 42                                             | 1,0921 / 1,0717                                              | 4                             | 40                                                          | 0,004759                                       | [ 24 ]  |
| gesättigt feuchte Luft, bei 100 kPa | 48 / 50                                             | 1,0395 / 1,0282                                              | 2                             | 49                                                          | 0,005495                                       | [ 24 ]  |
| gesättigt feuchte Luft, bei 100 kPa | 55 / 65                                             | 0,9989 / 0,9332                                              | 10                            | 60                                                          | 0,007040                                       | [ 24 ]  |
| gesättigt feuchte Luft, bei 100 kPa | 65 / 75                                             | 0,9332 / 0,8552                                              | 10                            | 70                                                          | 0,009121                                       | [ 24 ]  |
| gesättigt feuchte Luft, bei 100 kPa | 75 / 85                                             | 0,8552 / 0,7605                                              | 10                            | 80                                                          | 0,01245                                        | [ 24 ]  |
| gesättigt feuchte Luft, bei 100 kPa | 85 / 95                                             | 0,7605 / 0,6442                                              | 10                            | 90                                                          | 0,01805                                        | [ 24 ]  |

Hinweis: Der Sättigungsgrad 100 % der feuchten Luft bleibt bei Erwärmung nur konstant erhalten, wenn die Luft beispielsweise in einer Gasbürette über der Sperrflüssigkeit Wasser eingeschlossen ist, während die Temperatur erhöht wird.

### Zahlenwerte von überhitztem Wasserdampf (isobar)
| Substanz                            | {\displaystyle T_{0}} / {\displaystyle T_{2}} in °C | {\displaystyle \rho _{0}} / {\displaystyle \rho _{2}} in g/l | {\displaystyle \Delta T} in K | mittlere Temperatur {\displaystyle T_{\text{mittl.}}} in °C | {\displaystyle \gamma _{\text{mittl.}}} in K−1 | Quellen |
| ----------------------------------- | --------------------------------------------------- | ------------------------------------------------------------ | ----------------------------- | ----------------------------------------------------------- | ---------------------------------------------- | ------- |
| überhitzter Wasserdampf bei 0,6 bar | 100 / 200                                           | 0,3514 / 0,2756                                              | 100                           | 150                                                         | 0,002750                                       | [ 21 ]  |
| überhitzter Wasserdampf bei 0,6 bar | 200 / 300                                           | 0,2756 / 0,2272                                              | 100                           | 250                                                         | 0,002130                                       | [ 21 ]  |
| überhitzter Wasserdampf bei 0,6 bar | 300 / 400                                           | 0,2272 / 0,1933                                              | 100                           | 350                                                         | 0,0011754                                      | [ 21 ]  |
| überhitzter Wasserdampf bei 0,6 bar | 400 / 500                                           | 0,1933 / 0,1682                                              | 100                           | 450                                                         | 0,001492                                       | [ 21 ]  |
| überhitzter Wasserdampf bei 1 bar   | 100 / 200                                           | 0,5899 / 0,4604                                              | 100                           | 150                                                         | 0,002813                                       | [ 21 ]  |
| überhitzter Wasserdampf bei 1 bar   | 200 / 300                                           | 0,4604 / 0,3791                                              | 100                           | 250                                                         | 0,002145                                       | [ 21 ]  |
| überhitzter Wasserdampf bei 1 bar   | 300 / 400                                           | 0,3791 / 0,3224                                              | 100                           | 350                                                         | 0,001759                                       | [ 21 ]  |
| überhitzter Wasserdampf bei 1 bar   | 400 / 500                                           | 0,3224 / 0,2805                                              | 100                           | 450                                                         | 0,001494                                       | [ 21 ]  |
| überhitzter Wasserdampf bei 6 bar   | 200 / 300                                           | 2,839 / 2,304                                                | 100                           | 250                                                         | 0,002322                                       | [ 21 ]  |
| überhitzter Wasserdampf bei 6 bar   | 300 / 400                                           | 2,304 / 1,947                                                | 100                           | 350                                                         | 0,001834                                       | [ 21 ]  |
| überhitzter Wasserdampf bei 6 bar   | 400 / 500                                           | 1,947 / 1,690                                                | 100                           | 450                                                         | 0,001521                                       | [ 21 ]  |
| überhitzter Wasserdampf bei 10 bar  | 200 / 300                                           | 4,850 / 3,879                                                | 100                           | 250                                                         | 0,002503                                       | [ 21 ]  |
| überhitzter Wasserdampf bei 10 bar  | 300 / 400                                           | 3,879 / 3,264                                                | 100                           | 350                                                         | 0,001884                                       | [ 21 ]  |
| überhitzter Wasserdampf bei 10 bar  | 400 / 500                                           | 3,264 / 2,826                                                | 100                           | 450                                                         | 0,001550                                       | [ 21 ]  |

## Zusammenfassung
- Bei Feststoffen und Flüssigkeiten steigt der Ausdehnungskoeffizient (positiver Wert) mit steigender Temperatur fast ausnahmslos an. Einige Stoffe, Flüssigkeiten und Feststoffe, weisen Dichteanomalien in engen Temperaturbereichen auf und haben dann in diesen Bereichen auch negative Ausdehnungskoeffizienten.
- Gase haben positive Ausdehnungskoeffizienten, die aber mit steigender Temperatur in ihrem Wert abnehmen. (Messbedingung ist konstanter Druck.)
- Flüssigkeiten zeigen kurz vor Erreichen der kritischen Temperatur[25] des Stoffs eine starke exponentielle Zunahme der Ausdehnungskoeffizienten. Die berechneten Beispiele von flüssigem Ethen und Kohlendioxid zeigen dies deutlich. Laut Fratscher/Picht[24] soll auch der Ausdehnungskoeffizient des mit der Flüssigkeit im Gleichgewicht stehenden Dampfes kurz vor Erreichen der kritischen Temperatur der Substanz eine starke exponentielle Zunahme zeigen. Fratscher nennt für den kritischen Punkt für Wasser als Wert der Ausdehnungskoeffizienten „unendlich“, doch dies kann nicht sein. Es müssen endliche Werte bestimmbar sein, da ansonsten eine unendlich hohe Energie (isobare Verschiebearbeit) zur Ausdehnung des Volumens aufgewendet werden müsste.

Der überkritische Zustand ist weder Flüssigkeit noch Dampf. Daher müssen die Ausdehnungskoeffizienten von Flüssigkeit und Dampf sich vor Erreichen des kritischen Punktes einander annähern, um schließlich am kritischen Punkt identisch zu werden.
Plötzliche Änderungen der Dichte/des Ausdehnungskoeffizienten von Feststoffen und Flüssigkeiten verweisen auf eine Änderung der Molekül- oder Kristallstruktur bei den jeweiligen Bedingungen Druck und Temperatur.

## Einfluss der Ausdehnungskoeffizienten auf den Füllgrad eines Behälters bei Temperaturänderungen
Der Füllgrad {\displaystyle \varphi } eines Behälters (in der Verfahrenstechnik) ist definiert als:
{\displaystyle \varphi ={\frac {V_{\text{F}}}{V_{\text{B}}}}}.
Sind die Zahlenwerte der Volumenausdehnungskoeffizienten {\displaystyle \gamma } der im Behälter befindlichen Flüssigkeit {\displaystyle \gamma _{\text{F}}} und der berechenbare Volumenausdehnungskoeffizient {\displaystyle \gamma _{\text{B}}=3\cdot \alpha _{\text{B}}} des Behältermaterials (Wandmaterial) nicht gleich groß, so führt jede Änderung der Temperatur des Behälters und seines Inhaltes (Flüssigkeit) zu einer Änderung des Behälterfüllgrades, da sich Flüssigkeit und Behältermaterial unterschiedlich stark ausdehnen oder zusammenziehen, wenn die Temperatur steigt oder sinkt.
Bierwerth nennt folgende Formel für die Änderung des prozentualen Füllgrades {\displaystyle \varphi }:
{\displaystyle \Delta \varphi ={\frac {{V_{\text{F}}}^{0}\cdot \Delta {T}\cdot (\gamma _{\text{F}}-3\cdot \alpha _{\text{B}})}{{V_{B}}^{0}\cdot (1+3\cdot \alpha _{\text{B}}\cdot \Delta {T})}}\cdot 100\,\%}.
Flüssigkeitsvolumen {\displaystyle V_{\text{F}}}, Behältervolumen {\displaystyle V_{B}}. Die mit Indice 0 gekennzeichneten Volumina sind die Werte vor der Temperaturänderung (Anfangswert). Längenausdehnungskoeffizient {\displaystyle \alpha _{B}} des Behältermaterials. Volumenausdehnungskoeffizient {\displaystyle \gamma _{\text{F}}} der im Behälter befindlichen Flüssigkeit.
Die verwendeten Ausdehnungskoeffizienten sind die mittleren Ausdehnungskoeffizienten im jeweiligen Temperaturbereich.